# Nínox de Luzon
El nínox de Luzon (Ninox philippensis) és una espècie d'ocell de la família dels estrígids (Strigidae). Habita la selva humida de les illes Filipines. El seu estat de conservació es considera de risc mínim.